# Château de Kermaria (Yvignac-la-Tour)
Le château de Kermaria est un édifice situé à Yvignac-la-Tour, en France.

## Localisation
Le château est situé sur le territoire de la commune de Yvignac-la-Tour, dans le département des Côtes-d'Armor, en région Bretagne.

## Description
Édifice de plan symétrique, le corps de bâtiment rectangulaire présentant un avant-corps saillant de trois travées surmonté d'un fronton triangulaire sur la façade principale. Maçonnerie enduite avec encadrements de baies et chaînes d'angle en pierre de taille.

## Historique
Petit château vraisemblablement construit dans les années 1840 près de l'ancien fief de la Bouyère. Appartient la famille Pollock Gore au début du XXe siècle.
Le château est inscrit à l'inventaire général du patrimoine culturel.